# Massangena (distrito)

Localização do distrito de Massangena em Moçambique

O distrito de Massangena está situado na parte norte da província de Gaza, em Moçambique. A sua sede é a povoação de Massangena. O distrito foi criado em 1986, por divisão do então distrito de Chicualacuala
Tem limites geográficos, a norte, através do Rio Save com o distrito de Machaze da província de Manica, a leste com o distrito de Mabote, da província de Inhambane, a sul com os distritos de Chigubo, Mapai e Chicualacuala e a oeste é limitado pelo Zimbabwe.
O distrito de Massangena tem uma superfície de 10 351  km² e uma população recenseada em 2007 de 16 268 habitantes tendo como resultado uma densidade populacional de 1,6 habitantes/km² e correspondendo a um aumento de 22,3% em relação aos 13 300 habitantes registados no Censo de 1997.

## Divisão Administrativa
O distrito está dividido em dois postos administrativos: Massangena e Mavue, compostos pelas seguintes localidades:
- Posto Administrativo de Massangena
  - Chicumbo
  - Chizumbane
  - Cufamune
  - Mabonzo
  - Mbocoda
  - Maniange
  - Mapanhe
- Posto Administrativo de Mavue:
  - Mavue
  - Mucambene
  - Muzamane
  - Siquete